# مانفورت هایتس ایست (اوهایو)
مانفورت هایتس ایست (به انگلیسی: Monfort Heights East) یک منطقهٔ مسکونی در ایالات متحده آمریکا است که در شهرستان همیلتون، اوهایو واقع شده‌است. مانفورت هایتس ایست ۳٫۷ کیلومتر مربع مساحت و ۳٬۸۸۰ نفر جمعیت دارد.